# Aalborg Lufthavn
Aalborg Lufthavn (IATA: AAL, ICAO: EKYT) er Danmarks tredjestørste lufthavn med 1.521.658 passagerer i 2017. Lufthavnen er beliggende vest for Lindholm; 6 kilometer nordvest for Aalborg og nord for Limfjorden.
Aalborg Lufthavn er ejet af Aalborg (65,6 %), Jammerbugt (13,3 %), Rebild (7,6 %), Brønderslev (5,3 %), Frederikshavn (4,5 %) og Vesthimmerlands (3,7 %) kommuner. De dengang 13 nordjyske kommuner overtog lufthavnen fra staten i 1997. Den nuværende terminalbygning fra 2001 er tegnet af Schmidt, Hammer & Lassen. Terminalen med 12 gates, restaurant, mødelokaler m.v. blev udvidet i 2007, 2010 og 2013.
Lufthavnen råder over 5.000 parkeringspladser, som alle er omfattet af parkeringsafgift.

## Historie
Aalborg Lufthavn blev anlagt ved herregården Rødslet ved den daværende landsby Vadum som den første provinslufthavn i Danmark og åbnet 29. maj 1938 af trafikminister N.P. Fisker under overværelse af cirka 100.000 mennesker med et stort flyvestævne.
Den første indenrigsrute fra Aalborg var etableret et par år tidligere i september 1936 og blev fløjet fra direktør på Aalborg Portland, Gunnar Larsens, private landingsplads i Rørdal øst for Aalborg og syd for Limfjorden. Samarbejdet mellem Trafikministeriet, Aalborg Købstadskommune og Gunnar Larsen som privatmand var den udslagsgivende faktor, der medførte, at Aalborg kom først i konkurrencen om at få en lufthavn etableret i provinsen og overhalede dermed Aarhus, Esbjerg og Rønnes bestræbelser.
Da Danmark blev besat af Nazi-Tyskland den 9. april 1940, var Aalborg Lufthavn et afgørende mål for invasionen, og det var første gang at faldskærmstropper indtog en lufthavn. Som et led i invasionen af Norge, fungerede Aalborg som udgangspunkt for en luftbro og en strategisk vigtig bastion for kontrollen af luftrummet over Nordsøen.
Under besættelsen var lufthavnen omdrejningspunkt for flere hårde kampe, bl.a. omfattende en britisk let bombe-eskadrille den 13. august 1940, da 11 britiske Blenheim-bombefly blev skudt ned. Det var den største enkelte allierede katastrofe under krigen i det danske luftrum; 20 briter mistede livet.
Aalborg Lufthavn var et højt prioriteret mål for tyskerne, der iværksatte en stor udbygning af området fra 254 til 5.000 tønder land (1,2 til 20 km²). Omkring 250 gårde og huse blev eksproprieret, inklusive herregården Rødslet. Landsbyen Vadum var sammenvokset med Øster Halne mod nord, som siden overtog navnet Vadum. Tyskerne finansierede udbygningen ved træk på clearingkontoen i Nationalbanken via en lokal bank i Aalborg.

## Byggeaktivitet

### Udvidelse af terminalen
I maj 2013 indviede Aalborg Lufthavn en ombygget terminal, der blandt andet omfattede udvidelse fra seks til 12 gates, fra fem til ni standpladser og 1.000 nye parkeringspladser.
I sommeren 2014 blev et hotel umiddelbart ved terminalen, Aalborg Airport Hotel, også indviet.

## Bus- og togforbindelser

### Busforbindelser
- 13 Aabybro, Lindholm Station, Aalborg Busterminal, Gug Øst
- 24N Aabybro, Lindholm Station, Aalborg Busterminal, Universitetet
- 70 Aalborg Busterminal, Aabybro, Brovst, Fjerritslev, Thisted
- 71 Aalborg Busterminal, Aabybro, Løkken, Hjørring
- 200 Aalborg Busterminal, Aabybro, Blokhus

### Jernbanebetjening 2019
Folketinget bevilgede i november 2016 276 millioner kr til etablering af en 3 km lang enkeltsporet baneforbindelse fra Lindholm station til lufthavnen. Arbejdet, som forventedes færdiggjort i december 2019, blev lidt forsinket, og banen blev først indviet 13. december 2020.
- InterCityLyn Aalborg - Randers - Aarhus - Horsens - Vejle - Fredericia - Odense - Københavns Hovedbanegård

## Statistik
Se kilde Wikidata forespørgsel og kilder.

## Selskaber og destinationer
| Selskab               | Destination                                                                                 |
| --------------------- | ------------------------------------------------------------------------------------------- |
| Atlantic Airways      | Sæson: Vágar                                                                                |
| Bulgaria Air          | Sæson: Antalya Sæson charter: Burgas                                                        |
| Corendon Airlines     | Antalya                                                                                     |
| Danish Air Transport  | København Sæson: Bornholm                                                                   |
| KLM                   | Amsterdam                                                                                   |
| Loganair              | Charter: Belfast, Edinburgh                                                                 |
| Norwegian Air Shuttle | København, Málaga Sæson: Palma de Mallorca                                                  |
| Ryanair               | Kaunas, London–Stansted, Stockholm–Arlanda                                                  |
| Scandinavian Airlines | København, Oslo Sæson: Newark (begynder 27. april 2023), Sälen-Trysil Sæson charter: Chania |
| SunClass Airlines     | Sæson charter: Gran Canaria, Palma de Mallorca, Tenerife–South                              |
| SunExpress            | Antalya                                                                                     |
| Volotea               | Napoli                                                                                      |